# Черету-де-Копечоаса
Черету-де-Копечоаса (рум. Cerătu de Copăcioasa) — село у повіті Горж в Румунії. Входить до складу комуни Скоарца.
Село розташоване на відстані 219 км на захід від Бухареста, 12 км на схід від Тиргу-Жіу, 82 км на північ від Крайови.

## Населення
За даними перепису населення 2002 року у селі проживали 206 осіб, усі — румуни. Усі жителі села рідною мовою назвали румунську.